# Sori (Benin)
Sori ist ein Arrondissement im Departement Alibori in Benin. Es ist eine Verwaltungseinheit, die der Gerichtsbarkeit der Kommune Gogounou untersteht. Gemäß der Volkszählung von 2013 hatte Sori 31.334 Einwohner, davon waren 15.558 männlich und 15.776 weiblich.
Durch Sori läuft die Fernstraße RNIE2, die in nördlicher Richtung erst nach Gounarou und dann direkt nach Kandi, die Hauptstadt des Departements Alibori, führt.